# McClure (Ohio)
McClure is een plaats (village) in de Amerikaanse staat Ohio, en valt bestuurlijk gezien onder Henry County.

## Demografie
Bij de volkstelling in 2000 werd het aantal inwoners vastgesteld op 761.
In 2006 is het aantal inwoners door het United States Census Bureau geschat op 739, een daling van 22 (-2,9%).

## Geografie
Volgens het United States Census Bureau beslaat de plaats een oppervlakte van
1,3 km², geheel bestaande uit land. McClure ligt op ongeveer 206 m boven zeeniveau.

## Plaatsen in de nabije omgeving
De onderstaande figuur toont nabijgelegen plaatsen in een straal van 16 km rond McClure.